# Гемпстед (Нью-Брансвік)
Гемпстед (англ. Hampstead) — парафія в Канаді, у провінції Нью-Брансвік, у складі графства Квінс.

## Населення
За даними перепису 2016 року, парафія нараховувала 277 осіб, показавши скорочення на 5,8%, порівняно з 2011-м роком. Середня густина населення становила 1,3 осіб/км².
З офіційних мов обидвома одночасно володіли 30 жителів, тільки англійською — 240. Усього 10 осіб вважали рідною мовою не одну з офіційних.
Працездатне населення становило 57,6% усього населення, рівень безробіття — 29,4% (30% серед чоловіків та 28,6% серед жінок). 82,4% осіб були найманими працівниками, а 14,7% — самозайнятими.
Середній дохід на особу становив $33 706 (медіана $25 792), при цьому для чоловіків — $41 089, а для жінок $25 490 (медіани — $30 016 та $21 824 відповідно).
36,2% мешканців мали закінчену шкільну освіту, не мали закінченої шкільної освіти — 25,9%, 37,9% мали післяшкільну освіту, з яких 50% мали диплом бакалавра, або вищий, 10 осіб мали вчений ступінь.
| Статево-вікова структура населення | Статево-вікова структура населення | Статево-вікова структура населення | Статево-вікова структура населення | Статево-вікова структура населення |
| ---------------------------------- | ---------------------------------- | ---------------------------------- | ---------------------------------- | ---------------------------------- |
|                                    |                                    |                                    |                                    |                                    |
| Всього                             | Всього                             | 50,0%                              |                                    |                                    |
| 0 — 14 років                       | 0 — 14 років                       |                                    | 12,5%                              | 12,5%                              |
| 15 — 64 років                      | 15 — 64 років                      |                                    | 57,1%                              | 57,1%                              |
| 65 і більше                        | 65 і більше                        |                                    | 30,4%                              | 30,4%                              |
| 85 і більше                        | 85 і більше                        |                                    | 1,8%                               | 1,8%                               |
| Середній вік (років)               | Середній вік (років)               | 47,146,4                           | 46,7                               | 46,7                               |
| Медіана (років)                    | Медіана (років)                    | 52,949,7                           | 50,9                               | 50,9                               |
| — чоловіки — жінки                 |                                    |                                    |                                    |                                    |

| Походження мешканців:     | Походження мешканців:     | Походження мешканців: | Походження мешканців: | Походження мешканців: |
| ------------------------- | ------------------------- | --------------------- | --------------------- | --------------------- |
| Походження                |                           |                       | осіб                  | %                     |
| Корінні американці        | Корінні американці        |                       | 15                    | 4.41%                 |
| Інше північноамериканське | Інше північноамериканське |                       | 200                   | 58.82%                |
| Європейське               | Європейське               |                       | 235                   | 69.12%                |
| британське                | британське                |                       | 215                   | 63.24%                |
| французьке                | французьке                |                       | 40                    | 11.76%                |
| українське                | українське                |                       | 10                    | 2.94%                 |
| Африканське               | Африканське               |                       | 20                    | 5.88%                 |

| Зайнятість населення за галузями (за класифікацією NOC): | Зайнятість населення за галузями (за класифікацією NOC): | Зайнятість населення за галузями (за класифікацією NOC): | Зайнятість населення за галузями (за класифікацією NOC): | Зайнятість населення за галузями (за класифікацією NOC): |
| -------------------------------------------------------- | -------------------------------------------------------- | -------------------------------------------------------- | -------------------------------------------------------- | -------------------------------------------------------- |
|                                                          |                                                          |                                                          |                                                          |                                                          |
| Управління                                               | Управління                                               |                                                          | 12,1%                                                    | 12,1%                                                    |
| Бізнес, фінанси та адміністрування                       | Бізнес, фінанси та адміністрування                       |                                                          | 6,1%                                                     | 6,1%                                                     |
| Природничі та прикладні науки                            | Природничі та прикладні науки                            |                                                          | 6,1%                                                     | 6,1%                                                     |
| Охорона здоров'я                                         | Охорона здоров'я                                         |                                                          | 6,1%                                                     | 6,1%                                                     |
| Освіта, правозахист, муніципальні та урядові служби      | Освіта, правозахист, муніципальні та урядові служби      |                                                          | 15,2%                                                    | 15,2%                                                    |
| Мистецтво, культура, відпочинок та спорт                 | Мистецтво, культура, відпочинок та спорт                 |                                                          | 9,1%                                                     | 9,1%                                                     |
| Роздрібна торгівля та послуги                            | Роздрібна торгівля та послуги                            |                                                          | 12,1%                                                    | 12,1%                                                    |
| Гуртова торгівля, транспорт та обладнання                | Гуртова торгівля, транспорт та обладнання                |                                                          | 21,2%                                                    | 21,2%                                                    |
| Природні ресурси, сільське господарство                  | Природні ресурси, сільське господарство                  |                                                          | 9,1%                                                     | 9,1%                                                     |

## Клімат
Середня річна температура становить 5,4°C, середня максимальна – 22°C, а середня мінімальна – -14,3°C. Середня річна кількість опадів – 1 196 мм.
| Клімат поселення                              | Клімат поселення | Клімат поселення | Клімат поселення | Клімат поселення | Клімат поселення | Клімат поселення | Клімат поселення | Клімат поселення | Клімат поселення | Клімат поселення | Клімат поселення | Клімат поселення | Клімат поселення |
| Показник                                      | Січ.             | Лют.             | Бер.             | Квіт.            | Трав.            | Черв.            | Лип.             | Серп.            | Вер.             | Жовт.            | Лист.            | Груд.            |                  |
| Середній максимум, °C                         | −3,03            | −1,74            | 3,38             | 9,57             | 15,93            | 20,59            | 22,00            | 21,67            | 17,38            | 11,56            | 5,84             | −1,07            |                  |
| Середня температура, °C                       | −8,67            | −7,37            | −2,26            | 3,95             | 10,29            | 14,96            | 17,99            | 17,66            | 13,36            | 7,55             | 1,83             | −5,09            |                  |
| Середній мінімум, °C                          | −14,3            | −13              | −7,9             | −1,68            | 4,65             | 9,31             | 13,98            | 13,64            | 9,36             | 3,54             | −2,19            | −9,1             |                  |
| Норма опадів, мм                              | 117              | 83               | 104              | 93               | 100              | 91               | 90               | 75               | 100              | 108              | 116              | 119              |                  |
| Середньомісячна швидкість вітру, м/с          | 3.78             | 3.80             | 3.91             | 3.80             | 3.40             | 3.00             | 2.70             | 2.54             | 2.83             | 3.22             | 3.50             | 3.76             |                  |
| Середньомісячна сонячна радіація, кДж/м²·день | 5394             | 8723             | 12358            | 15290            | 18209            | 20229            | 19978            | 17716            | 13311            | 8570             | 5093             | 4174             |                  |
| --------------------------------------------- | ---------------- | ---------------- | ---------------- | ---------------- | ---------------- | ---------------- | ---------------- | ---------------- | ---------------- | ---------------- | ---------------- | ---------------- | ---------------- |
| Джерело:                                      |                  |                  |                  |                  |                  |                  |                  |                  |                  |                  |                  |                  |                  |